# Himawari Akaho
Himawari Akaho (赤穂 ひまわり) est une joueuse internationale japonaise de basket-ball née le 28 août 1998 à Nanao (Préfecture d'Ishikawa).

## Biographie
Elle fait partie des douze sélectionnées pour le tournoi olympique de 2020, disputé en 2021 en raison de la pandémie de Covid-19, qui remporte la médaille d'argent.
Son père Makoto Akaho (en), sa sœur Sakura Akaho (en) et son frère jumeau Raita Akaho (ja) sont joueurs de basket-ball professionnels. Sa mère Kumiko Masaura et sa sœur Kanna Akhao sont joueuses de basket-ball au niveau universitaire.

## Palmarès

### en 5x5
- Médaille d'argent aux Jeux olympiques de 2020 à Tokyo[1]
- Médaillée d'or à la Coupe d'Asie féminine de basket-ball en 2019